# Gina Mastrogiacomo
Gina Mastrogiacomo (* 5. November 1961 in Great Neck, Long Island, New York; † 2. Mai 2001 in Kalifornien) war eine US-amerikanische Schauspielerin.

## Leben
Gina Mastrogiacomo wurde am 5. November 1961 in Great Neck, Long Island, New York, geboren und hatte drei Schwestern. Mit 18 Jahren zog sie nach New York. Am 2. Mai 2001 starb sie im Alter von 39 Jahren in Kalifornien an den Folgen einer bakteriellen Infektion des Herzens.

## Wirken
Ihr Filmdebüt gab sie im Jahr 1989 als Ginny in dem Science-Fiction-Film Alien Terror  von Richard W. Haines. Zu den bekanntesten Filmen der Schauspielerin gehört im darauffolgenden Jahr die Rolle der Janice Rossi in Martin Scorseses Film GoodFellas – Drei Jahrzehnte in der Mafia (1990) in der sie die Geliebte von Henry Hill spielt. Ein Jahr später wurde sie von Spike Lee als Louise in dem Film Jungle Fever besetzt und spielte im selben Jahr die Rolle der Monique De Carlo in David Zuckers Film Die nackte Kanone 2½ (beide 1991). Es folgten mehrere Fernsehproduktionen.

## Filmografie
- 1989: Alien Terror (Alien Space Avenger)
- 1990: GoodFellas – Drei Jahrzehnte in der Mafia (GoodFellas)
- 1991: Jungle Fever
- 1991: Die nackte Kanone 2½ (The Naked Gun 2½: The Smell of Fear)
- 1991: The Fanelli Boys (Fernsehserie, 1 Folge)
- 1993: Bigfoot und die Hendersons (Harry and the Hendersons, Fernsehserie, 1 Folge)
- 1994: Motorcycle Gang (Fernsehfilm)
- 1994: New York Cops – NYPD Blue (NYPD Blue, Fernsehserie, 1 Folge)
- 1995: Skrupellos und tödlich (Tall, Dark and Deadly, Fernsehfilm)
- 1995: Unter Verdacht – Der korrupte Polizist (Under Suspicion, Fernsehserie, 1 Folge)
- 1996: Seinfeld (Fernsehserie, 1 Folge)
- 1996: Die Rache des Killers (Bloodhounds, Fernsehfilm)
- 1998: Mein millionenschwerer Märchenprinz (The Con, Fernsehfilm)
- 1998: Emergency Room – Die Notaufnahme  (ER, Fernsehserie, 1 Folge)
- 1998: Lone Greasers (Kurzfilm)
- 1998: Conversations in Limbo (Kurzfilm)
- 2000: Akte X – Die unheimlichen Fälle des FBI (The X Files, Fernsehserie, 1 Folge)